# Asesinato de Evelyn Colon
Evelyn Colon, anteriormente denominada como Beth Doe (Jersey City, Nueva Jersey; 17 de abril de 1961 - desaparecida en diciembre de 1976), fue una joven estadounidense que fue encontrada asesinada y desmembrada en tres maletas junto con su hija nonata el 20 de diciembre de 1976 en White Haven (Pensilvania). La brutalidad del crimen, el hecho de que estuviera embarazada cuando fue asesinada y el tiempo que permaneció sin ser identificada atrajeron la atención mediática.
Tras un análisis de isótopos en 2007, se creyó que era una inmigrante de un país de Europa Central. En 2019, se anunció que la policía estaba considerando la posibilidad de que la víctima fuera una niña de acogida fugitiva, cuya última presencia se registró en Nueva York, pero los investigadores posteriormente localizaron a la niña y confirmaron que estaba viva.
El 31 de marzo de 2021, se anunció oficialmente que la víctima había sido identificada como Evelyn Colon, de 15 años, natural de Jersey City (Nueva Jersey). Además, la identidad de su presunto asesino, Luis Sierra, se hizo pública después de que se presentaran los cargos. En enero de 2025, estos cargos fueron desestimados, ya que las autoridades determinaron que su asesinato ocurrió en Nueva Jersey y no en Pensilvania, donde fue encontrado el cuerpo.

## Muerte y descubrimiento
Cuando fue descubierta, la víctima, que llevaba un feto femenino de nueve meses, había sido agredida sexualmente, estrangulada y disparada en el cuello por una persona desconocida. Su cuerpo fue luego descuartizado con una cuchilla dentada. La herida de bala se produjo después de la muerte. Le habían cortado la nariz, los pechos y las orejas, que nunca fueron encontrados. El desmembramiento se describió como diferente al de un cirujano, pero no «aleatorio».
Las partes de su cuerpo y las de su hija no nacida habían sido colocadas en tres maletas; dos eran de rayas rojas, azules y blancas, y la otra era de color marrón claro con un diseño a cuadros. Eran de vinilo y todas del mismo tamaño. Era evidente que las maletas habían sido pintadas con spray negro en algún momento y que les habían cortado las asas.
Para deshacerse del cuerpo, las maletas habían sido arrojadas desde un puente sobre el río Lehigh, afluente del Delaware, en White Haven (Pensilvania), junto a la Interestatal 80. Se cree que las maletas fueron arrojadas desde un vehículo que circulaba hacia el oeste. Lo más probable es que el asesino tuviera la intención de que las maletas cayeran al agua, para reducir la posibilidad de que fueran encontradas. Dos de las maletas habían caído en el bosque, a poca distancia del río; la tercera, que contenía la cabeza y el feto, fue encontrada en la orilla del río.
Tras caer aproximadamente 90 metros, dos de las maletas se habían abierto y habían salido partes del cuerpo. La cabeza, el feto y las dos mitades del torso quedaron al descubierto.
Otras pruebas incluían paja y espuma de embalaje, así como una colcha empapada con fragmentos de un periódico que se había utilizado para envolver partes del cuerpo. Más tarde se determinó que el periódico era New York Sunday News del 26 de septiembre de 1976 y que estaba relacionado con el norte de Nueva Jersey. La colcha era de color rojo anaranjado con flores bordadas en amarillo y rosa, y estaba hecha de tela de chenilla.

## Examen y descripción física

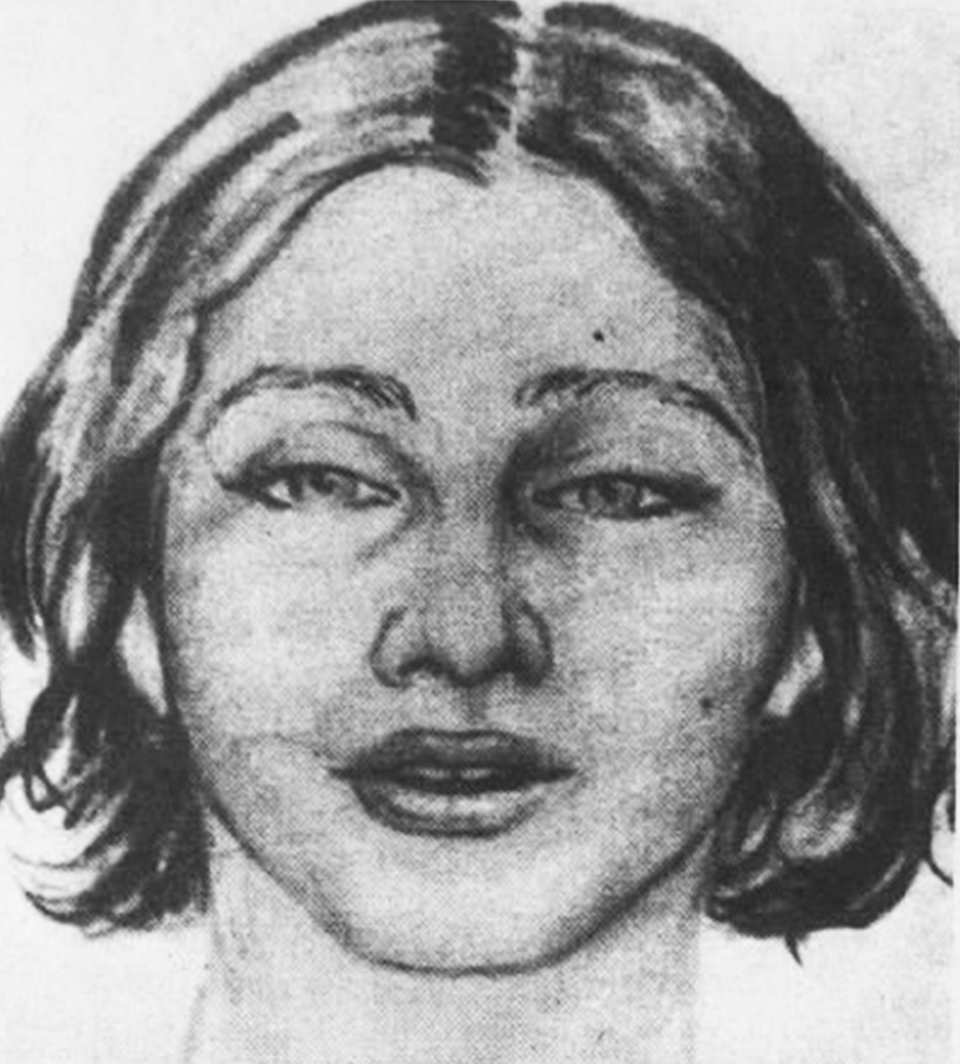
El boceto original de la víctima creado en el momento en que se encontró su cuerpo.

Las autoridades retiraron el cuerpo y lo transportaron en bolsas de plástico al cercano hospital Gnadden Huetten para su examen.
Tras una autopsia de tres horas realizada el 23 de diciembre de 1976, se determinó que se trataba de una mujer blanca de entre 18 y 25 años. Sin embargo, no se pudo establecer su identidad. Se determinó que la causa de la muerte fue estrangulamiento, aunque también había recibido un disparo en el cuello.
Beth Doe medía entre 1,50 y 1,63 metros. Pesaba entre 63 y 68 kilos (debido a su embarazo). Su cabello, que le llegaba hasta los hombros, era de color castaño oscuro sin teñir. El forense clasificó su sangre como tipo 0.
Tenía algunas marcas distintivas en el cuerpo. Se le veía una cicatriz de entre 5 y 15 cm sobre uno de los talones. Dos lunares en la cara, uno sobre el ojo izquierdo y otro en la mejilla izquierda, podrían haberse desarrollado durante el embarazo.
Antes de llegar a la adolescencia, le habían extraído algunas muelas y le habían puesto empastes en los dientes. No llevaba dentadura postiza. A pesar de los indicios de cuidados previos, es probable que llevara tiempo sin ir al dentista, ya que padecía caries graves. Uno de sus incisivos frontales tenía una fractura visible, que probablemente le causaba un dolor intenso.
Se cree que probablemente nació en Europa y se mudó a los Estados Unidos antes de llegar a la adolescencia, como lo indica el examen de su esmalte dental. Un examen antropológico inicial indicó que podría ser originaria de Serbia o Croacia. Se realizaron pruebas de isótopos en su cabello, dientes y huesos. Había vivido en los Estados Unidos entre 5 y 10 años, y lo más probable es que hubiera residido en Tennessee o en un estado cercano. El examen de la niña no nacida indicó que la gestación había tenido lugar mientras la víctima se encontraba en la parte sureste del país.

## Investigación
Después de que se encontrara el cuerpo, se tomaron las huellas dactilares de la víctima. Se examinaron sus dientes y se registraron en una ficha dental. Se compararon los informes de personas desaparecidas en todo Estados Unidos y Canadá en ese momento con la víctima, pero se descartaron.
El forense observó que se había escrito una serie de números en el cuerpo de la víctima. La tinta, que se cree que era de un bolígrafo, estaba en la palma izquierda de la víctima, lo que indica que era diestra si realmente lo había escrito ella misma. La escritura consistía en las letras WSR y el número 4 o 5, seguido de 4 o 7.
Sus huellas dactilares se enviaron al FBI, pero no coincidían con ninguna de las registradas en las bases de datos nacionales. Al no poder identificarla, se realizó un retrato robot y se pidió ayuda a la ciudadanía. Esto dio lugar a pocas pistas sólidas. Posteriormente, se publicó información sobre el caso en todo el país para generar pistas.
El cuerpo fue enterrado en 1983 después de que la víctima permaneciera sin identificar durante varios años. En 2007, sus restos fueron exhumados para obtener pruebas forenses adicionales y crear una nueva reconstrucción facial. El Centro Nacional para Niños Desaparecidos y Explotados publicó dos reconstrucciones, la última en mayo de 2015.
Los investigadores se mantuvieron optimistas sobre la identificación de los restos y la resolución del asesinato. Se descartó la identidad de doce mujeres desaparecidas:
1. Annastaes Banitskas, de Australia[38]
2. Iris Brown, de Vermont
3. Valerie Cuccia, de Nueva York
4. Teresa Fittin, de Florida
5. Trenny Gibson, de Tennessee
6. Rory Kesinger, de Massachusetts
7. Anna Leatherwood, de Tennessee
8. Georgia Nolan, de Kentucky
9. Sherry Roach, de California
10. Mary Robinson, de Nueva York
11. Patricia Seelbaugh, de Pensilvania
12. Denise Sheehy, de Nueva York[39]

### Acontecimientos posteriores
En septiembre de 2019, la Policía Estatal de Pensilvania anunció una posible conexión entre «Beth Doe» y Madeline «Maggie» Cruz. Una persona que había ido al colegio con Cruz y vio un parecido con las reconstrucciones de Beth Doe proporcionó una pista a la policía. Había pasado un tiempo en las ciudades de Lenox y Framingham, en Massachusetts; en Framingham residía con una familia de acogida. Alrededor de 1974, con aproximadamente dieciséis años, se fugó a Tarrytown con su hermana de acogida, que regresó una semana después. En el verano de 1976, llamó a una amiga para pedirle dinero, alegando que estaba embarazada. Nunca más se supo de ella, hasta que los medios de comunicación informaron de la posible relación con Beth Doe. Más tarde ese mismo mes, la policía confirmó que Cruz estaba «viva y bien» y, posteriormente, la descartó como posible identidad.

## Identificación
El ADN familiar llevó finalmente a los investigadores hasta Luis Colon Jr., sobrino de Evelyn Colon. La identidad de Colon se dio a conocer el 31 de marzo de 2021. Tenía quince años cuando supuestamente fue asesinada por Luis Sierra, que entonces tenía 19 años. Sierra fue posteriormente acusado del asesinato de la víctima; en el momento de su detención, residía en Ozone Park, un vecindario en la parte suroeste del distrito de Queens (Nueva York), y tenía 63 años. Fue extraditado a Pensilvania y compareció por primera vez ante el tribunal el 28 de abril.
En el momento de su asesinato, Colon, que era de origen puertorriqueño, salía con Sierra, el padre de su hijo nonato, en Jersey City. Debido a su embarazo, los padres de Colon le habían permitido recientemente mudarse a un apartamento con Sierra, que anteriormente había sido vecino de los Colon. Un día, Colon se puso en contacto con su madre para decirle que no se encontraba bien y pedirle que le llevara sopa, pero cuando la madre de Colon llegó, no había nadie allí. Los vecinos dijeron a la familia de Colon que ella y Sierra se habían mudado. En enero de 1977, la familia recibió una carta en español de Sierra, con matasellos de Connecticut, en la que les decía que Colon había dado a luz a un niño y que no se preocuparan, porque se pondría en contacto con ellos si necesitaba algo. La familia de Colon no denunció su desaparición inicialmente porque, según su hermano Luis Colon, pensaban que estaba a salvo con Sierra. Después de varios años sin contacto, intentaron denunciar su desaparición, pero debido a la carta, la policía se negó a registrar la denuncia. Cuando Colon fue identificada, sus padres ya habían fallecido. Se descubrió que Colon tenía familiares lejanos que vivían en Puerto Rico y sus familiares en Estados Unidos organizaron una campaña en GoFundMe para que pudieran visitar su tumba.